# Klaus Berggreen
Klaus Berggreen (Virum, 3 februari 1958) is een voormalig Deens profvoetballer die zijn loopbaan in 1990 beëindigde bij Lyngby BK. Hij speelde een groot deel van zijn carrière als aanvallende middenvelder in Italië.

## Interlandcarrière
Berggreen kwam in totaal 46 keer (vijf doelpunten) uit voor de nationale ploeg van Denemarken in de periode 1979–1988. Onder leiding van de Duitse bondscoach Sepp Piontek maakte hij zijn debuut op 29 augustus 1979 in de vriendschappelijke uitwedstrijd tegen Finland (0-0) in Mikkeli, net als doelman Ole Qvist, Poul Andersen, Frank Olsen, Poul Østergaard en Finn Trikker. Berggreen nam met zijn vaderland deel aan drie eindtoernooien: EK voetbal 1984, WK voetbal 1986 en EK voetbal 1988.

## Erelijst
Pisa
- Serie B

1985
- Mitropa Cup

1986
 Lyngby BK
- Beker van Denemarken

1990